# 波纳佩岛
波纳佩岛（Pohnpei），又譯澎贝岛，是密克罗尼西亚联邦波纳佩州的一個岛，是谢尼亚温群岛中最大的岛，屬於加罗林群岛的一部分。位於該岛的帕利基尔是密克罗尼西亚联邦的首都。在密克罗尼西亚联邦中，波纳佩岛是最大的、最高的、人口最为稠密的并且最为发达的单个岛屿。波纳佩岛上有很多的生物，生物种类非常多。它也是地球上其中一個最潮湿的地方，在某些山區地方，每年的降雨量超过7600毫米。

## 地理

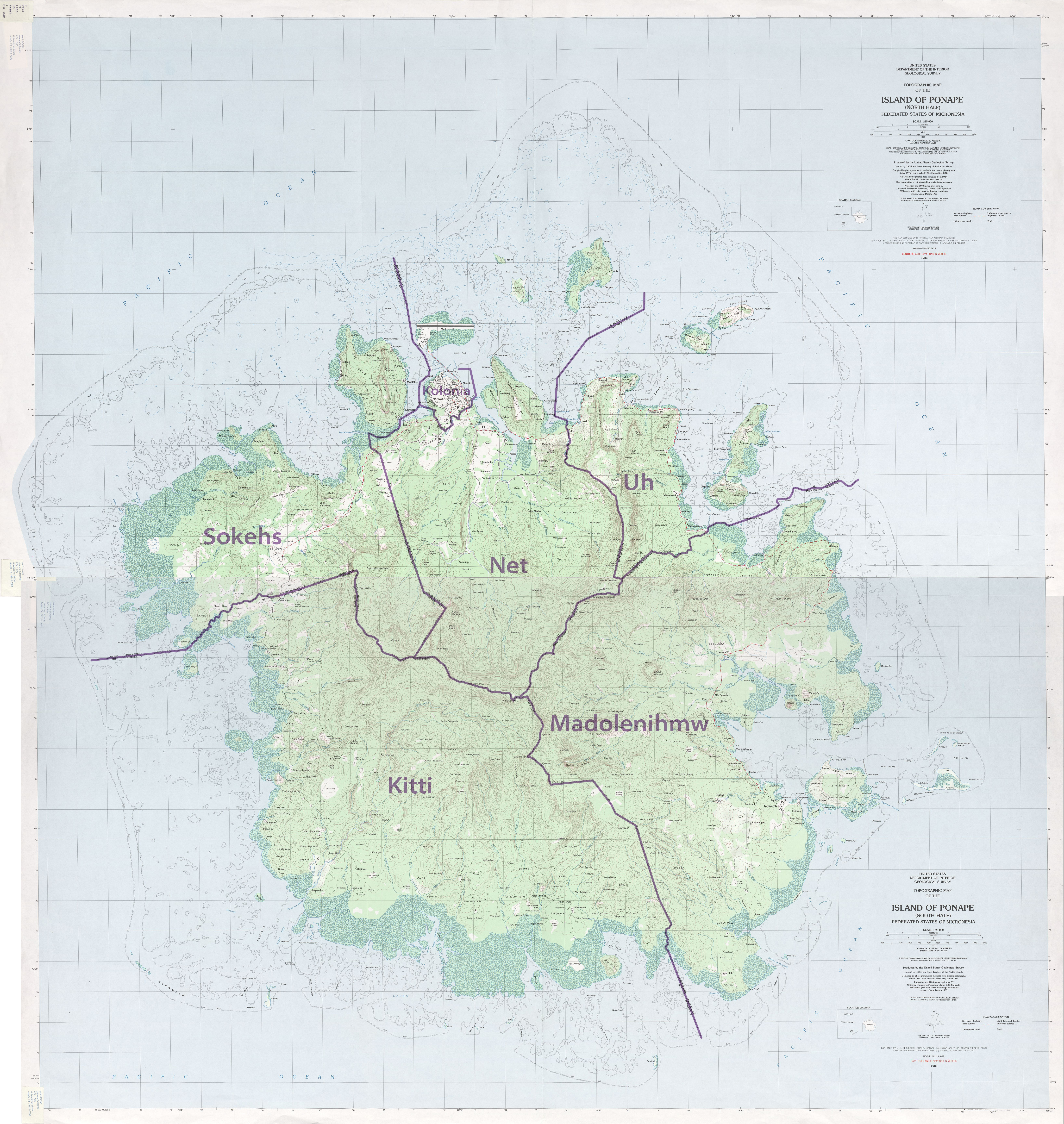
波纳佩分區圖

岛上的最高点是在772米或者782米的Mount Nanlaud。波纳佩岛是几十种鸟类，包括四个特有种的原產地，有吸蜜鹦鹉（Pohnpei lorikeet）、扇尾鶲（Pohnpei fantail）、闊嘴鶲（Pohnpei flycatcher）和繡眼（Long-billed white-eye）。波纳佩岛的第五個特有種暗色輝椋鳥被认为最近已经灭绝了。僅有的陆地爬蟲類动物是蜥蜴。最初，岛上只有三种哺乳动物：老鼠、蝙蝠和狗。猪被引进过来，部分已经野化，在德国統治时期引进的鹿也是如此。潟湖里面有丰富的鱼类、软体动物、乌龟和其他海洋动物。

### 气候
澎贝岛属于热带雨林气候区域，是地球上最潮湿的地方之一 ，在某些山区地方，每年的降雨量超过7600毫米。
| 澎贝岛            | 澎贝岛     | 澎贝岛     | 澎贝岛   | 澎贝岛     | 澎贝岛     | 澎贝岛     | 澎贝岛     | 澎贝岛     | 澎贝岛     | 澎贝岛     | 澎贝岛     | 澎贝岛     | 澎贝岛        |
| 月份              | 1月        | 2月        | 3月      | 4月        | 5月        | 6月        | 7月        | 8月        | 9月        | 10月       | 11月       | 12月       | 全年          |
| ----------------- | ---------- | ---------- | -------- | ---------- | ---------- | ---------- | ---------- | ---------- | ---------- | ---------- | ---------- | ---------- | ------------- |
| 平均高温 °F（°C） | 86 (30)    | 86 (30)    | 86 (30)  | 86 (30)    | 86 (30)    | 86 (30)    | 86 (30)    | 87 (31)    | 87 (31)    | 87 (31)    | 87 (31)    | 86 (30)    | 86 (30)       |
| 平均低温 °F（°C） | 73 (23)    | 75 (24)    | 75 (24)  | 73 (23)    | 73 (23)    | 73 (23)    | 71 (22)    | 71 (22)    | 71 (22)    | 71 (22)    | 73 (23)    | 73 (23)    | 73 (23)       |
| 平均降水量 （mm） | 12.1 (310) | 10.2 (260) | 14 (360) | 17.6 (450) | 19.4 (490) | 16.6 (420) | 17.2 (440) | 16.3 (410) | 15.9 (400) | 16.2 (410) | 15.9 (400) | 16.7 (420) | 188.1 (4,770) |
| 来源：Weatherbase |            |            |          |            |            |            |            |            |            |            |            |            |               |

## 历史
澎贝岛属于殖民地时期之前的历史可以分为三个阶段：
- Mwehin Kawa（也称Mwehin Aramas）（建筑时期和人类时期，約1100年之前）[5] ；
- 紹德雷爾王朝（約1100[5]年到約1628年）；
- Mwehin Nahnmwarki（酋長制度时期，約1628年到約1885年）[6][7]

波纳佩传说中叙述了邵德雷尔统治者，首次把政府引入了波纳佩岛。在波纳佩传说中，邵德雷尔的中央集權式專制统治在几代人的時間裡逐漸變本加厲，他们貪索無度以及冒犯波纳佩神明的坏名声激起了波纳佩人民的愤恨。邵德雷尔王朝随着伊索克勒克（Isokelekel）的入侵而结束，伊索克勒克以一種更为分權的酋長制度取代了邵德雷尔的统治，如今依然存在。
波纳佩的历史社会可以高度结构化地分成五个部落，有各种宗派和子宗派；每个部落由两个首长领导。部落在封建基础上组织起来。从理论上，“所有的土地都属于首长，首长会收到定期的供奉，而且他行使绝对的规则”。首长施行的处罚包括死刑和放逐。部落之间的战争包括抢劫，破坏房屋和独木舟和杀害戰俘。
1529年9月14日，阿尔巴罗·德·萨维德拉在去世之前不久來到波纳佩岛，成為第一个到訪該島的欧洲人，當時他试图找到回新西班牙的路。他在地图上标记为“San Bartolomé ”，周围的岛屿称为“Los Pintados”，西班牙语的字面含义是“绘画的”，这是由于他看到当地的人们大多喜欢纹身。
1595年12月23日，佩德罗·费尔南德斯·德·基罗斯指挥着西班牙船隻San Jeronimo到访，他在当时的描述非常简短，也没有试图登上该岛。
澳大利亚的约翰·亨利罗是另外的一个到访者，他有较为详细的文档记录，他驾驶的小船“约翰公牛”在1825年9月10日到达，由于他的船被当地居民的轻舟追逐，因此他也没有选择登陆。
俄罗斯探险家費奧多爾·彼得羅維奇·利特克是第一个详细描述了该岛和岛上的居民的人。从1828年1月14日到19日，他一直在尝试登陆小岛，但是由于岛上的居民对他表现出了敌意，因此登陆一直没有成功。后来，岛上的居民登上了他的船，于是“一些交易发生了，一个简单的词汇编译出来了，而一个地图也产生了” 。利特克的一名远航队员F. H. von Kittlitz对于该岛作了进一步的描述，包括兰马多近海遗址。利特克和其队员的记录提供了关于波纳佩岛的第一个详细资料的来源 。
不清楚谁是下一个到访者。1832年1月3日，船长J. H. Eagleston驾驶着轻舟“Peru”观测到了该岛，當時他的航海图上已標記為“阿森松岛”。里森博格写到，不确定到底是谁第一个称其为“阿森松岛”，但是这个名字已經被使用直至西班牙时期 。
“在西班牙時期（與殖民地军队的戰事）已经变得相當血腥，”1890年的一份關於某次戰役的报告中，列出了西班牙伤亡人数是300人 。德国时期，官员试图从双方部落中识别出暴乱煽动者，然后将他们运送到德国新几内亚的拉包尔，让这些暴乱煽动者服一年的劳役 。
對於西班牙人來到以前的人口估計被认为是不可靠的 。
从这个时候起，捕鲸和贸易船只越来越多。很快，一个“大殖民地的流浪者、逃犯和船舶的逃兵开始上岸”，根据瑞典护卫舰欧也尼日志 ，他们这些人被认为“主要是坏人的角色” 。第一个到达的传教士是罗马天主教神父Louis Désiré Maigret。他从火奴鲁鲁乘帆船來到，從1837年12月开始傳教，經過不成功的七个月之后，他在1838年7月29日离开，去往瓦尔帕莱索。他的同伴有一些是塔希提人，其中一些人留在波纳佩岛，而且留下了后代。10年之后，神父Maigret回到了夏威夷，成为了火奴鲁鲁的主教 。一群来自新英格兰的新教传教士于1852年，在波纳佩建立了他们自己的永久地。他们的信件和日记中包含了关于该岛的丰富的信息，在哈佛大学保存至今 。

## 人口特征
1854年之后，由于和欧洲人接触发生了天花流行病，造成了急剧的人口下降。
1886年，西班牙人声称加罗林群岛是西屬東印度群島的一部分，并开始施加政治权威。他们建立了新的城市，修建了一些政府建筑、一個堡壘、一所教堂和一所学校。一些西班牙修道士也从马尼拉送到波纳佩岛以宣传天主教信仰。1898年美西战争之后，德意志帝国于1899年从西班牙人手中购买了加罗林群岛，一起购买的还有马里亚纳群岛，关岛除外。
德国管理期间，在波纳佩岛和整个加罗林群岛推行關於土地所有权的重大改動。從1907年起，把所有土地納入封地的封建制度逐渐被向個人發出地契的方式取代，族长的经济优势从而开始削减。后来，一项因为税收的工作引发了一场著名的叛乱。这次叛乱发生于道路的修建期间，该事故后来升级到谋杀9人，事故的结局是逮捕和审判了36名叛乱者，15人被處死，而其他人则被放逐到了德国的一个小岛上。
1911年到1912年的人口普查显示有3190名波纳佩人、585名加罗林人和279名美拉尼西亚人。由于在本土岛屿发生的具有破坏性的台风，一些外岛被重新安置，主要是Sokehs岛屿。
1947年的一次人口普查表明，波纳佩岛总人口为5628人，其中4451人是波纳佩人，而1177人是来自其他的太平洋岛屿的土著居民。
到1963年的时候，人口增长到了近1万人。
根據《凡尔赛条约》，日本在第一次世界大战後，作为受任国接管赤道以北的德国殖民地，包括波纳佩，同被占据的还有加罗林群岛、马绍尔群岛、马里亚纳群岛（美国关岛除外）和胶澳等。随后時期至第二次世界大战期间，日本驻军有海軍和陸軍两部分，海军由Jun Naito上校指揮，人數大约2000人，陸軍由渡边雅男中將指揮，总共有5984名官兵。1943年到1945年越岛作战期间 ，波纳佩被美国海军繞過不理，只遭到了几次炮轰，包括美国军舰马萨诸塞号和爱荷华号，以及来自科本斯号航空母舰的空袭。1945年，所有的日本公民被迫离开该岛，而他们的一些家人则留了下来。
1980年，一组包括了玛丽娜·阿布拉莫维奇、约翰·米尔顿·凯奇和劳丽·安德森的12名艺术家团队受邀前往波纳佩，他们是作为“word of mouth”项目的一部分，其目的是收集艺术家的对话 。依据安德森对这个项目的记录，以及来自她的专辑“The Ugly One with the Jewels”的“word of mouth”。当时有一些囚犯成功从监狱逃出，他们闯入电台后，朝着DJ开枪，然後帶同割草機的刀闖入叢林，總共有四人在事件中被杀，电視也在這个时候被引进島上。
1986年密克罗尼西亚联邦独立，在此之前是联合国委託美国的太平洋群島託管地。
2010年，波纳佩州的人口总数约为34000人。尽管大多数人都认同自己的民族为波纳佩，但是比起密克罗尼西亚联邦的其他岛屿，波纳佩更加地民族多样化。这主要是由于一个多世纪的外国殖民占领造成的，殖民者们带来了西班牙人、德国人、日本人、查莫罗人、菲律宾人、美国人、澳大利亚人以及其他的西方的欧洲人，加上联邦政府的首都帕利基尔位處本島，數以百計的僱員來自其他三个州：雅浦州、楚克州和科斯雷州，有着不同的种族和文化起源。本土结构同时也包括了外来岛屿的多个区域的民族，形成了一个澳大拉西亚太平洋岛民的混合体，从而使得波纳佩岛成为了密克罗尼西亚联邦的一个大熔炉。

## 语言
波纳佩语（之前称为“Ponapean”）及其方言是波纳佩的语言。密克罗尼西亚联邦政府也使用英语作为其官方语言。

## 体育
密克罗尼西亚联邦是国际奥林匹克运动的一部分，最近两次分别在北京和悉尼举办的夏季奥运会中都派出团队了参加，参加的项目包括田径、游泳和举重，但是没有参加足球比赛。最著名的波纳佩运动员是参加了悉尼奥运会马拉松比赛的伊莱亚斯·罗德里格斯。罗德里格斯是最后一名跑完马拉松比赛的运动员，但是成千上万名观众为他欢呼鼓舞，同时还有电视机前数以百万计的观众看着他进入奥林匹克体育场并完成最后一圈，为了他能够完成比赛，闭幕式也推迟了。

## 小说中的波纳佩
波纳佩岛在洛夫克拉夫特的作品“克苏鲁神话故事”中扮演着重要的角色 。由洛夫克拉夫特与黑兹尔·黑尔德合作的《超越万古》，其灵感来自南马都尔遗址。在亚拉伯罕·梅利特的《The Moon Pool》，南马都尔遗址是一個已消失種族的場境。一些人认为南马都尔连接了消失的雷姆利亞大陸。
波纳佩岛和南马都尔遗址还在作者詹姆士·罗林的书《Deep Fathom》中占据重要的角色。它们同时也出现在了克莱夫·卡希尔2009年的小说《美杜莎》中。